# 너는 여기에 없었다
《너는 여기에 없었다》(영어: You Were Never Really Here)는 2017년 제작된 영국, 프랑스, 미국의 영화이다. 린 램지가 감독과 각본을 맡았다. 조나단 아메스의 동명 소설 You Were Never Really Here를 원작으로 한다. 2017 칸 영화제 경쟁 부문 진출작이다.

## 줄거리
끔찍한 유년기와 전쟁 트라우마로 늘 자살을 꿈꾸는 청부업자 ‘조’. 

유력 인사들의 비밀스러운 뒷일을 해결해주며 

고통으로 얼룩진 하루하루를 버텨내던 어느 날, 

상원 의원의 딸 ‘니나’를 찾아 달라는 의뢰를 받고 

소녀를 찾아내지만 납치사건에 연루된 거물들에게 쫓기는 신세가 된다. 

그렇게 다시 사라진 소녀를 구하기 위해 나서는데… 

죽어도 아쉬울 것 없는 

살아있는 유령 같은 인생에 

조용히 나를 깨우는 목소리 “Wake up, Joe!”

## 출연진
- 호아킨 피닉스 - 조 역
- 예카테리나 삼소노프 - 니나 보토 역
- 알렉스 마넷 - 알버트 보토 역
- 알렉산드로 니볼라 – 윌리엄스 역
- 존 도먼 – 존 맥클리어리 역
- 주디스 로버츠 – 조의 어머니 역
- 프랭크 팬도 – 앤젤 역
- 제이슨 배빈스키 - 조연
- 케이트 이스턴